# Симпсоны (сезон 4)
Четвёртый сезон «Симпсонов» был показан на телеканале FOX в период с 24 сентября 1992 по 13 мая 1993 года и содержит 22 эпизода.

## Список серий
| № общий | № в сезоне | Название                                                                          | Режиссёр        | Автор сценария                                                             | Дата премьеры    | Произв. код | Зрители в США (млн) |
| --- | ---------- | --------------------------------------------------------------------------------- | --------------- | -------------------------------------------------------------------------- | ---------------- | ----------- | ------------------- |
| 60 | 1          | «Лагерь Красти» «Kamp Krusty»                                                     | Марк Киркленд   | Дэвид Стерн                                                                | 24 сентября 1992 | 8F24        | 21,8                |
| Барт и Лиза просят разрешения у родителей отправиться на лето в детский лагерь, организованный их кумиром клоуном Красти. Гомер и Мардж не против (несмотря на двойки Барта), вообще все родители Спрингфилда рады избавиться от своих детей хотя бы на некоторое время. Однако действительность не оправдывает их ожиданий. В конце концов дети не выдерживают, свергают власть хулиганов-тинейджеров и переименовывают «Лагерь Красти» в «Лагерь Барта». Перепуганный Красти вынужден устроить детям нормальный отдых. |            |                                                                                   |                 |                                                                            |                  |             |                     |
| 61 | 2          | «Трамвай «Мардж»» «A Streetcar Named Marge»                                       | Рич Мур         | Джефф Мартин                                                               | 1 октября 1992   | 8F18        | 18,3                |
| Мардж участвует в городской театральной постановке «Трамвай „Желание“», где ей поручают играть роль Бланш Дюбуа, главной героини. Главная мужская роль (которую, кстати, играет Нед Фландерс) — муж сестры Бланш, грубый бесчувственный мужчина, доводящий героиню до безумия. Мардж представляет на его месте Гомера, и это сравнение здорово помогает Мардж репетировать. На это время Мэгги отдают в ясли, где она устраивает настоящий бунт. Приглашённые звезды: Джон Ловитц. |            |                                                                                   |                 |                                                                            |                  |             |                     |
| 62 | 3          | «Гомер — еретик» «Homer the Heretic»                                              | Джим Рирдон     | Джордж Мейер                                                               | 8 октября 1992   | 9F01        | 19,3                |
| В одно прекрасное зимнее воскресное утро Гомер отказывается идти с семьёй в церковь. Он остаётся дома и прекрасно проводит день, в то время, как Мардж с детьми мёрзнут на проповеди. Понимая, что этот день был лучшим в его жизни, Гомер отказывается от веры вообще. Ни Мардж, ни приглашённый ею Лавджой, ни даже Фландерсы не могут вернуть Гомера в лоно христианства. Гомер меняет своё решение, лишь когда чудом спасается из своего дома во время пожара. |            |                                                                                   |                 |                                                                            |                  |             |                     |
| 63 | 4          | «Лиза — королева красоты» «Lisa the Beauty Queen»                                 | Марк Киркленд   | Джефф Мартин                                                               | 15 октября 1992  | 9F02        | 19                  |
| В Спрингфилде проходит очередная школьная ярмарка, на которой Гомер выигрывает билет на бесплатный полёт на дирижабле. Там же Лиза получает смешную карикатуру на себя и начинает расстраиваться из-за своей внешности. Гомер, считая, что это утешит дочь, продаёт билет Барни и на вырученные деньги подаёт заявку на участие в конкурсе «Маленькая Мисс Спрингфилд» на имя Лизы. Лиза долго готовится к конкурсу и занимает на нём второе место. Неожиданно победительницу конкурса, Эмбер Демпси, поражает удар током и она приземляется в больнице, а Лиза вступает в её должность. Обнаружив, что стала эксплуатируемой политической фигурой Спрингфилда, Лиза устраивает в городе очередную бучу, чем вызывает недовольство властей. Приглашённые звезды: Боб Хоуп. |            |                                                                                   |                 |                                                                            |                  |             |                     |
| 64 | 5          | «Маленький домик ужасов на дереве 3» «Treehouse of Horror III»                    | Карлос Баэза    | Эл Джин Майк Рейсс, Джей Коген, Уоллес Володарский Сэм Саймон и Джон Витти | 29 октября 1992  | 9F04        | 25,1                |
| На очередном празднике Всех Святых в доме Симпсонов собирается большая компания. Лиза, дедуля Эйб, а затем Барт рассказывают страшные истории. «Clown Without Pity» (с англ. — «Безжалостный клоун») — На день рождения Барта Гомер покупает говорящую куклу клоуна Красти в оккультном магазинчике. Неожиданно кукла начинает вести себя агрессивно и нападает на Гомера… «King Homer» (с англ. — «Кинг Гомер») — Мистер Бёрнс организуют экспедицию на остров Обезьян, чтобы поймать гигантское таинственное существо, обитающее там под именем Гомера. В качестве приманки Бёрнс использует некую Мардж Бувье, которая влюбляется в Гомера… «Dial "Z" for Zombie» (с англ. — «Всё о зомби») — Барт находит в заброшенном отделе школьной библиотеки «Книгу Магических Заклинаний». Решив применить полученные знания на практике, Барт отправляется с сестрой на кладбище домашних животных и пытается оживить Снежинку I. Через некоторое время город наводняет толпа оживших зомби, питающихся человеческими мозгами. |            |                                                                                   |                 |                                                                            |                  |             |                     |
| 65 | 6          | «Щекотка и Царапка: Фильм» «Itchy & Scratchy: The Movie»                          | Рич Мур         | Джон Шварцвельдер                                                          | 3 ноября 1992    | 9F03        | 20,1                |
| Хулиганское поведение Барта доводит родителей до отчаяния. Барт случайно ломает зубной протез деда, после чего Гомер отправляет его спать без ужина. Терпение Гомера истощается, когда Барт, пообещав присмотреть за Мэгги, забывает о ней, и та за рулём родительской машины врезается в стену городской тюрьмы. За этот поступок Гомер запрещает Барту смотреть полнометражную версию «Щекотки и Царапки», которую показывают в Спрингфилде. Жестокость наказания доводит Барта до депрессии, но Гомер считает, что это пойдёт сыну на пользу в будущем. |            |                                                                                   |                 |                                                                            |                  |             |                     |
| 66 | 7          | «Мардж получает работу» «Marge Gets a Job»                                        | Джеффри Линч    | Билл Оукли и Джош Вайнштейн                                                | 5 ноября 1992    | 9F05        | 22,9                |
| Из-за утечки воды дом Симпсонов начинает оседать. Чтобы заплатить за ремонт фундамента, Мардж устраивается работать на атомной электростанции Спрингфилда. Всё идёт нормально, Гомер постепенно привыкает видеть жену на работе, и тут Бёрнс влюбляется в Мардж. Он оказывает ей знаки внимания, повышает по службе, а затем, узнав, что она замужем, ни с того ни с сего увольняет со станции. Тем временем на Барта прямо в школе нападает сбежавший со студии Красти полярный волк. Приглашённые звезды: Том Джонс. |            |                                                                                   |                 |                                                                            |                  |             |                     |
| 67 | 8          | «Новый ребёнок в квартале» «New Kid on the Block»                                 | Уэсли Арчер     | Конан О’Брайен                                                             | 12 ноября 1992   | 9F06        | 23,1                |
| Уинфилды, соседи Симпсонов, уезжают в другой штат. Освободившийся дом покупают Пауэрсы — Рут и её дочь Лора. Через несколько дней Гомер вместе с Мардж отправляется в ресторан «Копченый голландец» в надежде бесплатно поесть. Поиски сиделки на этот вечер оказались безуспешными, и Гомер приглашает Лору посидеть с детьми, чему Барт несказанно рад. Поздним вечером Гомера выгоняют из ресторана, он даёт себе клятву отомстить и подает иск против «Голландца». |            |                                                                                   |                 |                                                                            |                  |             |                     |
| 68 | 9          | «Мистер Плуг» «Mr. Plow»                                                          | Джим Рирдон     | Джон Витти                                                                 | 19 ноября 1992   | 9F07        | 24                  |
| Из-за сильного снегопада Гомер разбивает обе машины Симпсонов. Вместо них он покупает в рассрочку снегоочиститель, надеясь подзаработать уборкой снега в городе. Узнав об этом, Барни тоже покупает себе супер-снегоуборщик и из друга Гомера превращается в его злейшего конкурента. Напоследок Барни отправляется на своей машине на гору Спрингфилд, где попадает под лавину, и Гомер едет спасать его. |            |                                                                                   |                 |                                                                            |                  |             |                     |
| 69 | 10         | «Первое слово Лизы» «Lisa’s First Word»                                           | Марк Киркленд   | Джефф Мартин                                                               | 3 декабря 1992   | 9F08        | 28,6                |
| Мардж вспоминает историю о первом слове Лизы. До её рождения Симпсоны снимали небольшую квартиру в старом районе Спрингфилда. Барт, которому всего два года, уже начинает показывать свой хулиганский характер. Когда на свет появляется Лиза и Симпсоны переезжают в новый дом, Барт начинает чувствовать себя обделённым и начинает ревновать к сестре. Приглашённые звезды: Элизабет Тейлор. |            |                                                                                   |                 |                                                                            |                  |             |                     |
| 70 | 11         | «Тройное шунтирование Гомера» «Homer’s Triple Bypass»                             | Дэвид Силверман | Гэри Эпл и Майкл Каррингтон                                                | 17 декабря 1992  | 9F09        | 23,6                |
| Регулярные жирные закуски и пиво довели Гомера до беды. У него начинает шалить сердце, а когда Гомера вызывает к себе Бёрнс и устраивает ему очередную выволочку за некомпетентность, беднягу хватает инфаркт. Доктор Хибберт считает, что нужно срочно провести операцию, которая обойдется Симпсонам в $40,000. Таких денег у Симпсонов нет, поэтому они обращаются за помощью к доктору Нику, готовому провести ту же операцию всего за 130 баксов… |            |                                                                                   |                 |                                                                            |                  |             |                     |
| 71 | 12         | «Мардж против монорельса» «Marge vs. the Monorail»                                | Рич Мур         | Конан О’Брайен                                                             | 14 января 1993   | 9F10        | 23                  |
| Мистер Бёрнс вынужден уплатить Спрингфилду три миллиона долларов в качестве компенсации за утилизацию токсичных отходов в городском парке. Пока горожане в ратуше обсуждают, как им следует потратить деньги, появляется никому не известный предприниматель, предлагающий построить в Спрингфилде монорельсовую дорогу. Гомер срочно поступает на курсы машиниста, а Мардж проводит небольшое расследование и выясняет, что монорельс построен из некачественных материалов и опасен для пассажиров. Приглашённые звезды: Фил Хартман и Леонард Нимой. |            |                                                                                   |                 |                                                                            |                  |             |                     |
| 72 | 13         | «Выбор Сельмы» «Selma’s Choice»                                                   | Карлос Баэза    | Дэвид Стерн                                                                | 21 января 1993   | 9F11        | 24,5                |
| Увидев по телевизору рекламу нового парка развлечений, открытого фирмой «Дафф», Симпсоны решают отправиться туда, не теряя ни минуты. Однако перед самой поездкой обнаруживается, что Гомер серьёзно отравился десятиметровым сэндвичем. Барт и Лиза отправляются в сады Даффа с Сельмой, где Лиза напивается до галлюцинаций, а Мардж и Гомер в их отсутствие приятно проводят время вместе. Приглашённые звезды: Фил Хартман. |            |                                                                                   |                 |                                                                            |                  |             |                     |
| 73 | 14         | «Брат с той же планеты» «Brother from the Same Planet»                            | Джеффри Линч    | Джон Витти                                                                 | 4 февраля 1993   | 9F12        | 23,8                |
| Гомер забывает заехать за Бартом после футбольного матча и оставляет сына мокнуть под дождём. В отместку Барт обращается в агентство «Старший брат» и, выдав себя бездомным сиротой, обзаводится старшим братом. Пока Барт проводит время со своим новым отцом Томом, Гомер в качестве мести приобретает младшего брата в том же агентстве, а Лиза попадает в зависимость от телефонной линии «Корей» и тщетно пытается от неё избавиться. |            |                                                                                   |                 |                                                                            |                  |             |                     |
| 74 | 15         | «Я люблю Лизу» «I Love Lisa»                                                      | Уэсли Арчер     | Фрэнк Мула                                                                 | 11 февраля 1993  | 9F13        | 25,2                |
| На день Святого Валентина Лиза, пожалев своего одноклассника Ральфа, дарит ему открытку. Ральф начинает оказывать Лизе знаки внимания, преследует её, дарит подарки и водит на юбилейное шоу Красти, куда так мечтал попасть Барт. В конце концов Лиза не выдерживает, устраивает скандал и разбивает несчастному Ральфу сердце. Возможность примирения появляется на школьном представлении, где Лиза и Ральф должны играть роль четы Вашингтонов. |            |                                                                                   |                 |                                                                            |                  |             |                     |
| 75 | 16         | «Без «Даффа»» «Duffless»                                                          | Джим Рирдон     | Дэвид Стерн                                                                | 18 февраля 1993  | 9F14        | 25,7                |
| В начальной школе Спрингфилда проходит конкурс научных работ. Лиза, готовясь к конкурсу, выращивает огромный помидор, используя стероиды вместо удобрений. Но Барт уничтожает её произведение, и Лиза, купив в магазине хомяка, готовит новую работу на тему «Кто умнее — хомяк или мой брат». Тем временем Гомер отправляется на пивной завод, где его лишают прав за вождение в нетрезвом виде. Он даёт Мардж обещание не пить пиво целый месяц, после чего проводит самые жуткие 30 дней своей жизни. |            |                                                                                   |                 |                                                                            |                  |             |                     |
| 76 | 17         | «Последняя надежда Спрингфилда» «Last Exit to Springfield»                        | Марк Киркленд   | Джей Коген и Уоллес Володарский                                            | 11 марта 1993    | 9F15        | 22,4                |
| На приёме у стоматолога выясняется, что Лизе необходимо поставить пластинки. Чтобы эта процедура обошлась Симпсонам подешевле, необходима действующая программа «Здоровые зубы» для работников АЭС. Когда выясняется, что незадолго до этого Бёрнс отменил программу, Гомер подбивает сотрудников устроить акцию протеста. Его выбирают председателем профсоюза, он ведёт долгие переговоры с Бёрнсом и устраивает забастовку на станции. |            |                                                                                   |                 |                                                                            |                  |             |                     |
| 77 | 18         | «Как это было: клип-шоу «Симпсонов»» «So It’s Come to This: A Simpsons Clip Show» | Карлос Баэза    | Джон Витти                                                                 | 1 апреля 1993    | 9F17        | 25,5                |
| На первое апреля Барт разыгрывает Гомера, подсунув ему взболтанную банку пива. После мощного взрыва Гомер оказывается в больнице. Пока он валяется в состоянии комы, остальные Симпсоны вспоминают свою богатую событиями жизнь. |            |                                                                                   |                 |                                                                            |                  |             |                     |
| 78 | 19         | «Фронт» «The Front»                                                               | Рич Мур         | Адам Лапидус                                                               | 15 апреля 1993   | 9F16        | 20,1                |
| Барт и Лиза придумывают свои сценарии шоу «Щекотки и Царапки» и отправляют их Майерсу, подписавшись именем Абрахама Симпсона. Серии оказываются интересными, и рейтинг шоу поднимается. Мардж и Гомер идут на встречу выпускников 1974 года, где неожиданно выясняется, что Гомер не окончил среднюю школу. Чтобы получить сертификат об образовании, Гомер вынужден посещать специальные курсы. |            |                                                                                   |                 |                                                                            |                  |             |                     |
| 79 | 20         | «День изгнания» «Whacking Day»                                                    | Джеффри Линч    | Джон Шварцвельдер                                                          | 29 апреля 1993   | 9F18        | 20                  |
| На время проведения очередной проверки в Спрингфилдской школе Скиннер заманивает самых злостных хулиганов (включая Барта Симпсона) в школьный подвал и запирает там. Выбравшись наружу через вентиляцию, Барт первым делом врезается на газонокосилке в инспектора Чалмерса. За это доведённый до предела Скиннер исключает Барта из школы. Мардж пытается устроить сына в какую-нибудь другую школу, но безрезультатно. Приближается День изгнания, во время которого жители Спрингфилда должны искать и убивать змей дубинками. Лиза считает этот «исторический праздник» варварством и Барт, свободный от учебы, соглашается помочь ей спасти животных. Приглашённые звезды: Барри Уайт. |            |                                                                                   |                 |                                                                            |                  |             |                     |
| 80 | 21         | «Оковы Мардж» «Marge in Chains»                                                   | Джим Рирдон     | Билл Оукли и Джош Вайнштейн                                                | 6 мая 1993       | 9F20        | 17,3                |
| Город поражён эпидемией гриппа Осака, случайно завезённого из Японии. В доме Симпсонов Мардж — единственная, кого не поразила болезнь. Замороченная домашними заботами, она отправляется в магазин «На скорую руку», где забывает заплатить за бутылку бренди для Эйба. Хозяин магазина Апу тут же вызывает полицию, Мардж арестовывают и выдвигают обвинение в краже. Симпсоны опять нанимают адвоката Лайнела Хаца, который с блеском проваливает дело. Мардж заключают в тюрьму на 30 дней. За время её отсутствия в Спрингфилде вдруг начинаются странные вещи — акции протеста, поджоги, разбои, на главной площади появляется статуя президента Картера, которую горожане используют как таран. Гомер торжественно отказывается следить за чистотой, и дом Симпсонов постепенно наполняется мусором. Когда Мардж выходит из тюрьмы, её радостно встречает весь город. |            |                                                                                   |                 |                                                                            |                  |             |                     |
| 81 | 22         | «Сокращение Красти» «Krusty Gets Kancelled»                                       | Дэвид Силверман | Джон Шварцвельдер                                                          | 13 мая 1993      | 9F19        | 19,4                |
| В Спрингфилде премьера нового телешоу — говорящая кукла по имени Гэббо, способная затмить популярность клоуна Красти. Когда студия Красти оказывается на грани закрытия, Барт и Лиза приходят на помощь своему кумиру. Они дискредитируют Гэббо и приглашают телезвёзд и группу Red Hot Chili Peppers участвовать в специальном выпуске шоу Красти. |            |                                                                                   |                 |                                                                            |                  |             |                     |